# 오리구치 데루키
오리구치 데루키(일본어: 折口 輝樹, 2001년 5월 21일~)는 일본의 축구 선수이다.

## 구단 경력
그는 J1리그의 세레소 오사카에 입단했다. 2019년 J3리그의 세레소 오사카 U-23에서 뛰었다. 2020년부터 2023년까지 후지 대학에서 활동하였다. 2024년 일본 풋볼 리그의 베어틴 미에에 입단했다. 2025년 일본 지역 리그의 본즈 이치하라로 이적했다.